# 2-メルカプトエタノール
2-メルカプトエタノール (2-mercaptoethanol) は構造式 HS-CH2-CH2-OH で表される化合物である。β-メルカプトエタノール、チオグリコールとも呼ばれる。エタノールの2位の炭素原子に結合する水素原子がチオール基で置換された物質である。

## 合成
硫化水素とエチレンオキシドから合成される。

## 性質
常温では無色透明の液体で、特異な不快臭を持つ。引火性で炎や酸化剤などに接触すると発火する。還元剤として働く。

## 用途
生化学の分野では 2-メルカプトエタノールの還元性をジスルフィド結合を切断することに利用している。
CysS-Scys  +  2 HOCH2CH2SH  →  2 cysSH  +  HOCH2CH2S-SCH2CH2OH

### タンパク質酸化の防止
2-メルカプトエタノールおよびこれに関連する還元剤 (DTTなど) は、SH基の酸化を防止しタンパク活性を維持する目的で、酵素反応に添加される。標準緩衝液としていくつかの酵素アッセイで使用される。

### リボヌクレアーゼの変性
2-メルカプトエタノールは、細胞溶解時に放出されるリボヌクレアーゼを除去する目的で、RNA分離の工程で用いられる。リボヌクレアーゼは、多数のジスルフィド結合を持つ非常に安定な酵素であるが、2-メルカプトエタノールはこれらのジスルフィド結合を減らし、不可逆的にリボヌクレアーゼを変性させる。これにより、RNA抽出過程におけるRNAの分解を防ぐことができる。

## 法規制
GHSにおける毒物（経皮急性毒性、区分2）などに該当し、各国で貯蔵や運搬に規制がある（国連番号2966）。日本では船舶安全法や航空法によってGHSに基づく規制があり、また毒物及び劇物取締法に基づき毒物に指定され、さらに消防法に基づく第4類危険物第3石油類に該当する。
なお日本における毒物指定については、国立医薬品食品衛生研究所による文献調査に基づき2008年に濃度に関わりなく毒物に指定された。その後2016年になって、含有率10%以下のものは劇物、含有率0.1%以下かつ容器容量20l以下のものは普通物と緩和された。これは細胞培養技術の実用化の阻害要因となるという観点から緩和が検討され、毒物に判定された物質は含有率が低くても普通物への除外を行わない原則であるが、例外として含有率以外にも条件を付すことで普通物としている前例を踏襲したものである。